# Banraas
Banraas is een bestuurslaag in het regentschap Sumenep van de provincie Oost-Java, Indonesië. Banraas telt 3589 inwoners (volkstelling 2010).